# Curculigo pilosa
Curculigo pilosa är en enhjärtbladig växtart som först beskrevs av Heinrich Christian Friedrich Schumacher och Peter Thonning, och fick sitt nu gällande namn av Adolf Engler. Curculigo pilosa ingår i släktet Curculigo, och familjen Hypoxidaceae.

## Underarter
Arten delas in i följande underarter:
- C. p. major
- C. p. minor
- C. p. pilosa